# Lennonov zid
Lennonov zid u Pragu svoj naziv nosi prema poznatom pjevaču Johnu Lennonu. Nakon smrti pjevača osvanuo je mural s njegovim likom te je zid ubrzo postao lokacija na kojoj su se ispisivali razni grafiti i citati po uzoru na pjesme Beatlesa te proturežimske parole i slogani, ali i globalne i lokalne poruke pozivajući na mir, ljubav i slobodu. Zid se  nalazi u distriktu Prag 1 okružen Malteškim vrtovima, nedaleko Karlovog mosta. Lennonova žena Yoko Ono posjetila je zid 2003. godine. Godine 2014. cijeli zid je prebojan u svrhu otvaranja prostora za novu generaciju umjetnika i njihovo izražavanje. Zid je danas jedna od najposječenijih turističkih lokacija u Pragu. 